# ABC contre Hercule Poirot
Pour les articles homonymes, voir A.B.C. contre Poirot (homonymie).
Pour plus de détails, voir Fiche technique et Distribution.
ABC contre Hercule Poirot (titre original : The Alphabet Murders) est une comédie policière britannique, réalisée par Frank Tashlin, sortie en 1965. Le film est adapté du roman A.B.C. contre Poirot d'Agatha Christie et met en scène Hercule Poirot.

## Synopsis
À Londres, Hercule Poirot enquête sur deux mystérieux assassinats. Peu à peu, d'autres victimes sont à déplorer et le détective belge comprend vite qu'ils ont été tués d'après leurs noms et selon l'ordre alphabétique...

## Fiche technique
- Titre original : The Alphabet Murders
- Titre français : ABC contre Hercule Poirot
- Réalisation : Frank Tashlin
- Scénario : David Pursall et Jack Seddon, d'après le roman A.B.C. contre Poirot (The A.B.C. Murders) d'Agatha Christie
- Décors : William C. Andrews
- Photographie : Desmond Dickinson
- Montage : John Victor-Smith
- Musique originale : Ron Goodwin
- Musique additionnelle : Brian Fahey (chanson Amanda)
- Production : Lawrence P. Bachmann
- Production associé : Ben Arbeid
- Société de production : Metro-Goldwyn-Mayer
- Société de distribution : Metro-Goldwyn-Mayer
- Pays d’origine : Royaume-Uni
- Langue originale : anglais
- Format : noir et blanc — 35 mm — Mono
- Genre : Comédie policière
- Durée : 90 minutes
- Dates de sortie :
  -  Royaume-Uni : août 1965
  -  France : 5 janvier 1966
  -  États-Unis : 17 mai 1966, 11 juillet 1966 (New York)

## Distribution
- Tony Randall (VF : Michel Roux) : Hercule Poirot
- Anita Ekberg : Amanda Beatrice Cross
- Robert Morley : Capitaine Arthur Hastings
- Maurice Denham : l'inspecteur Japp
- Guy Rolfe : Duncan Doncaster
- Patrick Newell : Cracknell
- Sheila Allen : Lady Diane
- James Villiers : Franklin
- Julian Glover : Don Fortune
- Grazina Frame : Betty Barnard
- Clive Morton : 'X'
- Cyril Luckham : Sir Carmichael Clarke
- Richard Wattis : Wolf
- David Lodge : Sergent
- Austin Trevor : Judson
- Alison Seebohm : Miss Sparks
- Windsor Davies : Dragbot
- Sheila Reid : Mrs. Fortune
- Margaret Rutherford : Miss Marple (non créditée)

## Production
David Pursall et Jack Seddon adaptent le roman A.B.C. contre Poirot pour en faire une comédie policière. Edmund Cork, l'agent d'Agatha Christie, intervient pour faire modifier le scénario original, très éloigné de l'intrigue du roman et Zero Mostel qui devait incarner Hercule Poirot est remercié. La MGM tente de calmer la colère de la romancière, à la suite des différentes adaptations de Miss Marple avec Margaret Rutherford, peu appréciées de Christie.
George Pollock qui devait réaliser le film quitte le projet et Frank Tashlin prend sa place. Il choisit Tony Randall pour jouer Hercule Poirot et Robert Morley pour interpréter le capitaine Hastings.

## Autour du film
Ce film, traité comme une comédie, est une adaptation infidèle du roman d'Agatha Christie, dans lequel n'existait aucune connotation comique. Le symbole le plus évident de ce relatif éloignement de la trame du roman réside dans la transformation du personnage masculin Alexandre-Bonaparte Cust (dans le roman) en celui du personnage féminin Amanda Beatrice Cross (dans le film).
Plusieurs clins d’œils sont faits aux précédents films adaptés d’œuvres d'Agatha Christie :
- l'acteur Austin Trevor joue un rôle secondaire dans le film. Il avait été le premier à incarner le personnage d'Hercule Poirot au cinéma en 1931 dans Alibi, puis dans deux autres productions.
- l'actrice Margaret Rutherford, interprète de Miss Marple dans plusieurs productions, fait une apparition dans le rôle de ce personnage. Elle n'est pas créditée au générique.
- La bande annonce est parlée, avec la voix de Michel Roux.